# Vista del jardín de la Villa Médici en Roma
Este pequeño lienzo que muestra una Vista del jardín de la Villa Médici en Roma (La entrada de la gruta), se encuentra en el Museo del Prado y fue pintado por Velázquez. Forma parte de un conjunto de dos paisajes con la Villa  Médici como motivo, siendo el compañero Vista del jardín de la Villa Medici de Roma con la estatua de Ariadna, también en el museo del Prado.

## Historia y datación
Ha existido cierta polémica sobre la fecha de su realización, que los primeros biógrafos de Velázquez, al considerarlo estudio inacabado, situaron durante el primer viaje del pintor a Italia entre 1629 y 1631. Desde 1913, sin embargo, atendiendo a una sugerencia de Von Loga, la mayor parte de los especialistas atrasaron su ejecución al segundo viaje, entre 1649 y 1651, por considerar demasiado avanzada la técnica empleada en este cuadro y en el que podría considerarse su pareja, la Vista del jardín de Villa Médici (Pabellón de Ariadna). En apoyo de esta última hipótesis, admitida por Jonathan Brown, Enriqueta Harris advirtió que en 1648-1649 la «logia» estaba tapiada con motivo de unas obras. Además se apuntaba que Velázquez al abordar estos cuadros debía conocer los paisajes de Claudio de Lorena y sus dibujos del natural, fechables entre 1640 y 1645.
Frente a esta interpretación, López-Rey mantuvo casi en solitario la datación en torno a 1630, alegando razones biográficas, pues existe constancia de que Velázquez se alojó durante su primer viaje en Villa Médici, y estilísticas, señalando semejanzas entre otras con el paisaje de La túnica de José que se sabía pintada en ese momento. Los estudios técnicos realizados en el Museo del Prado, finalmente, han venido a confirmar su ejecución en la fecha más temprana.
El cuadro puede ser uno de los cuatro pequeños paisajes adquiridos en 1634 a Velázquez para el rey por Jerónimo de Villanueva. En 1666 fue inventariado en el Alcázar de Madrid junto con su «pareja», El pabellón de Ariadna, de tamaño algo menor, que estuvo siempre mejor valorada. Tras el incendio del Alcázar de 1734 pasó al Palacio del Buen Retiro, donde en 1789 y 1794 se inventarió como obra de Juan Bautista Martínez del Mazo dada esa menor estima. En 1819 ingresó en el Museo del Prado.

## Tema y técnica
La obra describe la vista de un jardín de la Villa Médici en Roma, con un vano serliano al fondo y unos personajes que parece se encuentran observando algo, tal vez la reparación que está sufriendo ese vano y que podemos apreciar en el andamiaje que lo cubre.
Pero tal vez lo más importante de este cuadro sea la técnica utilizada por el artista. La pintura de paisaje estaba considerada un género menor, conforme a la doctrina de la «jerarquía de los géneros» que colocaba la pintura de historia en la cima. A la llegada de Velázquez a Roma algunos artistas franceses e italianos practicaban un tipo de paisaje clasicista, (por ejemplo Claudio de Lorena o Nicolas Poussin), habitualmente como paisaje con figuras, justificando de ese modo el amplio desarrollo del paisaje. Velázquez, sin embargo, se había interesado por el paisaje del natural muy pronto. Ya en el primer retrato ecuestre que pintó del rey, expuesto en 1625 en Madrid en la calle Mayor, el paisaje era según su suegro Francisco Pacheco imitado del natural. Cassiano dal Pozzo, secretario del cardenal Barberini, que iba a alojar a Velázquez en Roma, pudo ver ese cuadro un año después en el Alcázar madrileño, llamándole especialmente la atención en él «un bel paese».
La novedad estriba en que Velázquez planta el caballete para pintar directamente al óleo un paisaje, lo que sólo artistas holandeses establecidos en Roma habían hecho para esas fechas en rápidos apuntes siempre a lápiz, pluma o aguada, como poco después haría también Claudio de Lorena en sus célebres estudios del natural. 
Es ese carácter de estudio o «apunte» del natural, por la ligereza de su pincelada con la que apenas esboza las formas de las figuras, y el hecho de haber sido pintado a «plein air», lo que ha hecho que estos cuadros se hayan puesto en ocasiones en relación con los pintores impresionistas.
La originalidad de Velázquez radicaría en:
- La elección del paisaje como tema en sí mismo, máxime si, como piensa López-Rey, se trata de obras acabadas y no de estudios.
- Su interés por la luz y la naturaleza y como estos dos elementos se interconexionan.
- La técnica pictórica, abandonando el detalle que él mismo había practicado en su pintura anterior para pintar con manchas, dando pequeños toques con el pincel.